# 夸尼耶尔
夸尼耶尔（法語：Coignières，法語發音：[kwaɲɛʁ] ⓘ）是法国伊夫林省的一个市镇，位于该省中部，属于朗布依埃区。夸尼耶尔是法国国家新城伊夫林地区圣康坦（Saint-Quentin-en-Yvelines）的一部分。

## 地理
夸尼耶尔（48°44'50"N, 1°55'13"E）面积8.27 平方千米，位于法国法蘭西島大區伊夫林省，该省份为法国北部内陆省份，北起瓦兹河谷省，西接厄尔省，西南接厄尔-卢瓦省，东南接埃松省，东临上塞纳省。
与夸尼耶尔接壤的市镇（或旧市镇、城区）包括：莱塞萨尔勒鲁瓦、茹阿尔蓬沙尔特兰、莫尔帕、勒梅尼勒圣但尼、圣雷米洛诺雷、拉韦里耶尔。
夸尼耶尔的时区为UTC+01:00、UTC+02:00（夏令时）。

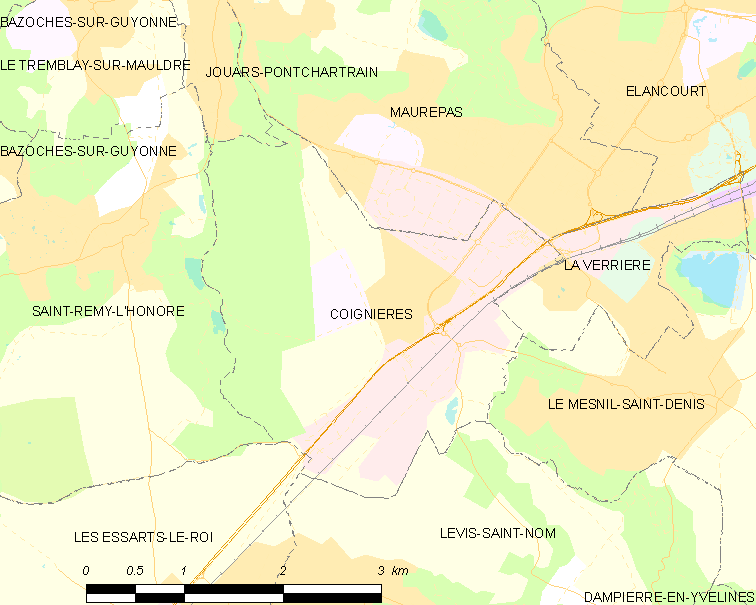
夸尼耶尔的OSM定位图

## 行政
夸尼耶尔的邮政编码为78310，INSEE市镇编码为78168。

## 政治
夸尼耶尔所属的省级选区为莫尔帕县。

## 人口

1962-2008年间夸尼耶尔人口变化图示

夸尼耶尔于2022年1月1日时的人口数量为4385人。